# Sylvia atricapilla
Sylvia atricapilla, conhecida pelos nomes comuns de toutinegra, toutinegra-de-barrete-preto, toutinegra-de-barrete, carapuço, fulecra, picança ou, regionalmente, papuxa, é uma espécie de ave muito comum e difundida em toda a Europa do norte e temperada. As suas cores são únicas no género Sylvia; o parente mais próximo da toutinegra-de-barrete-preto é a felosa-das-figueiras que tem um aspecto bastante diferente mas uma vocalização muito semelhante. Estas duas espécies, cujo habitat se estende muito mais para norte que as outras do género Sylvia, parecem constituir espécies irmãs bem distintas das outras felosas.

## Descrição
É uma felosa típica, robusta, com plumagem basicamente cinzenta. Tem um comprimento de cerca de 14 cm. Tal como a maioria das espécies Sylvia, apresenta plumagens diferentes para o macho e a fêmea: o macho tem um pequeno barrete preto que dá o nome à espécie, enquanto que na fêmea o barrete é castanho claro. É uma ave que habita matas sombrias com vegetação rasteira para a nidificação, parques e jardins. O ninho é construído num arbusto baixo, e a postura é de 3–6 ovos. Canta normalmente escondida e o seu canto é como um agradável murmúrio, semelhante ao da felosa-das-figueiras, no entanto mais curto e a terminar com notas flauteadas, claras e fortes.
Uma subespécie desta ave, a S. a. heineken, é muito propensa ao melanismo. É típica da Madeira mas pode habitar todas as ilhas da Macaronésia assim como as costas atlânticas da península ibérica e nordeste de África. As aves melanísticas S. a. heineken forma obscura, eram a princípio consideradas uma subespécie distinta.
Esta pequena ave passeriforme é migratório, e as que nidificam na Europa central passam o inverno no sul da Europa e norte de África onde existem também populações residentes. Resiste melhor ao frio que a maioria das felosas, em parte devido ao facto de comerem com facilidade bagas, enquanto a maioria das felosas tem uma dieta exclusivamente de insectos.

## Galeria de imagens

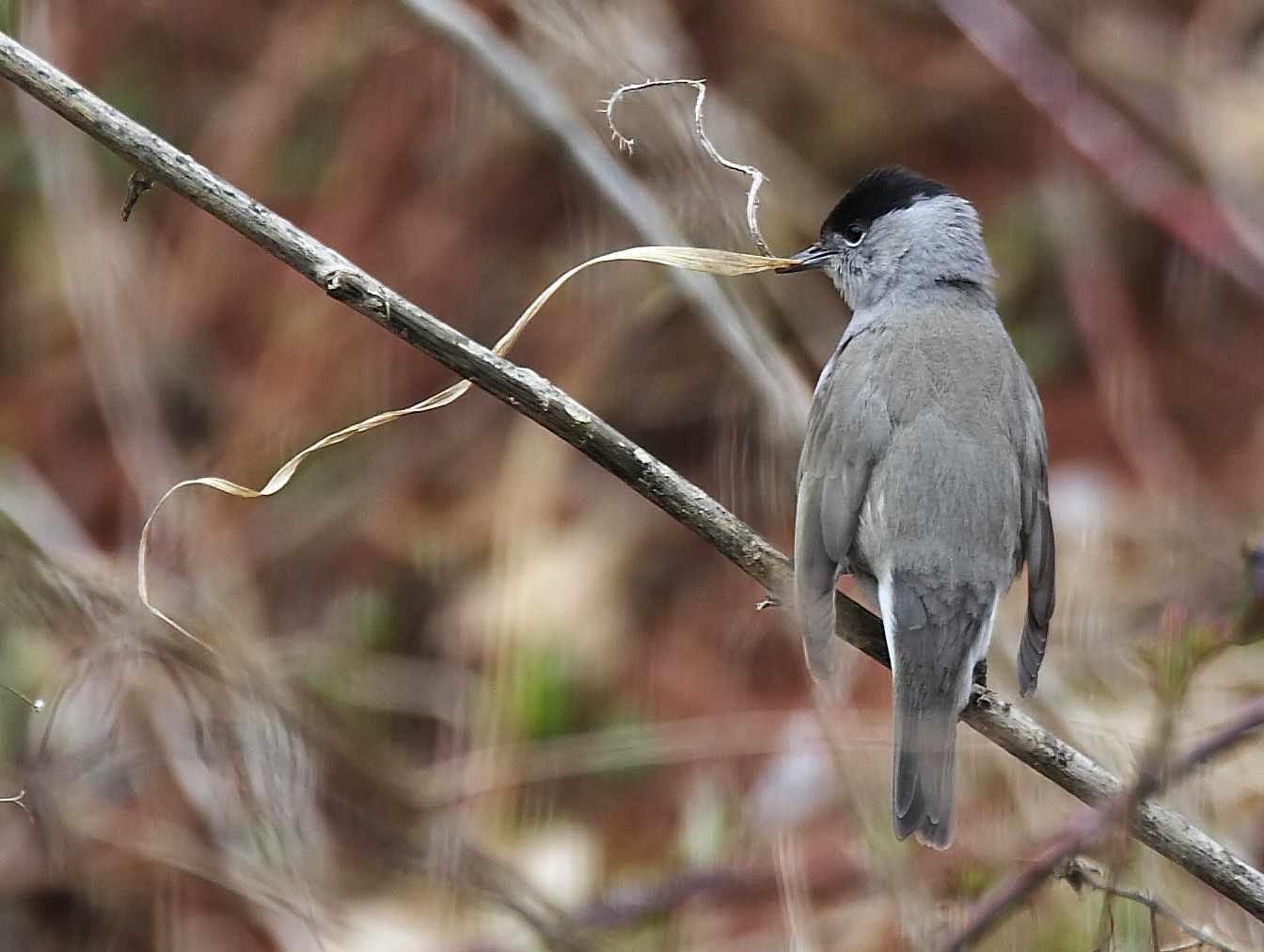
Macho recolhendo material para o ninho
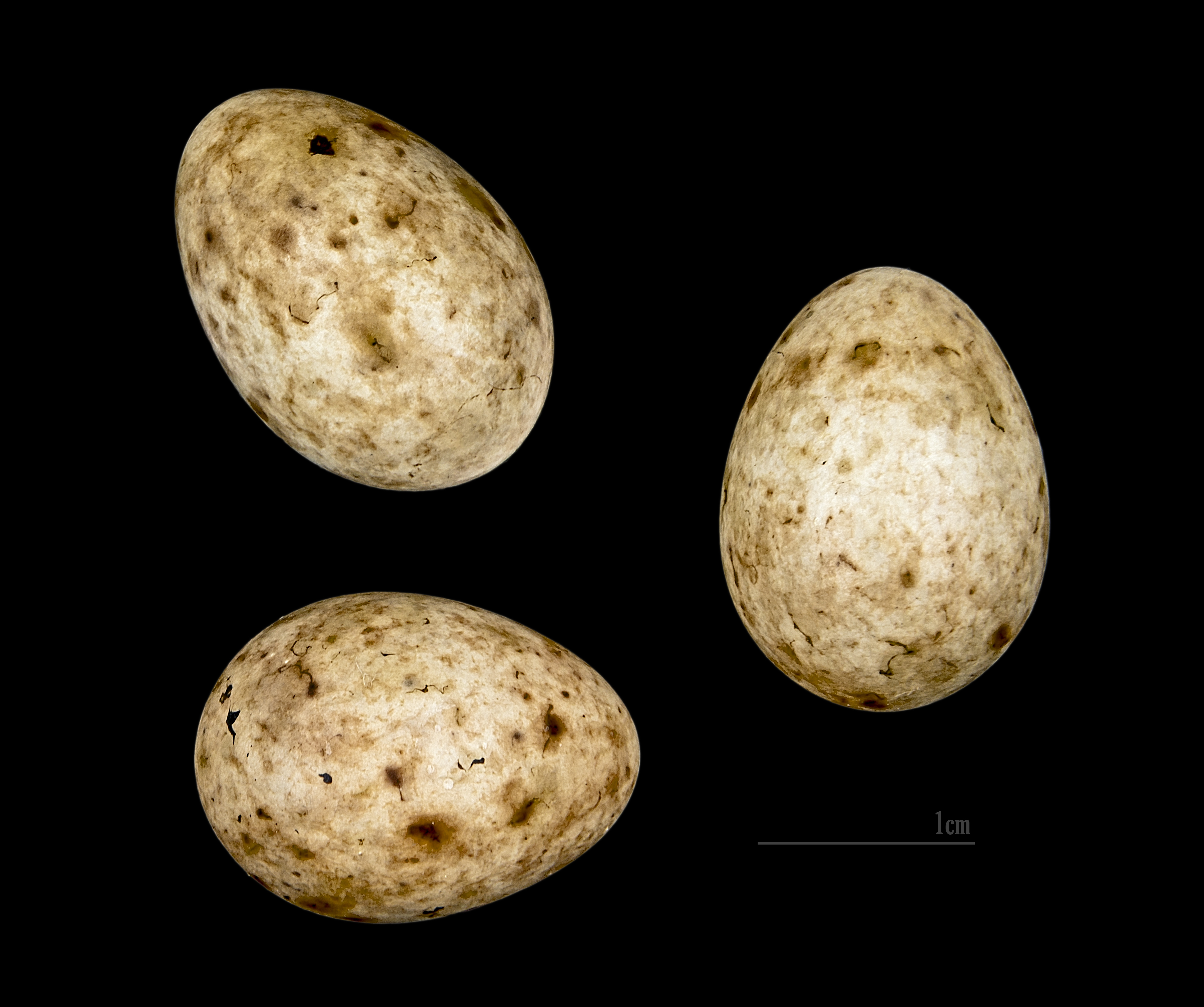
Ovos MHNT
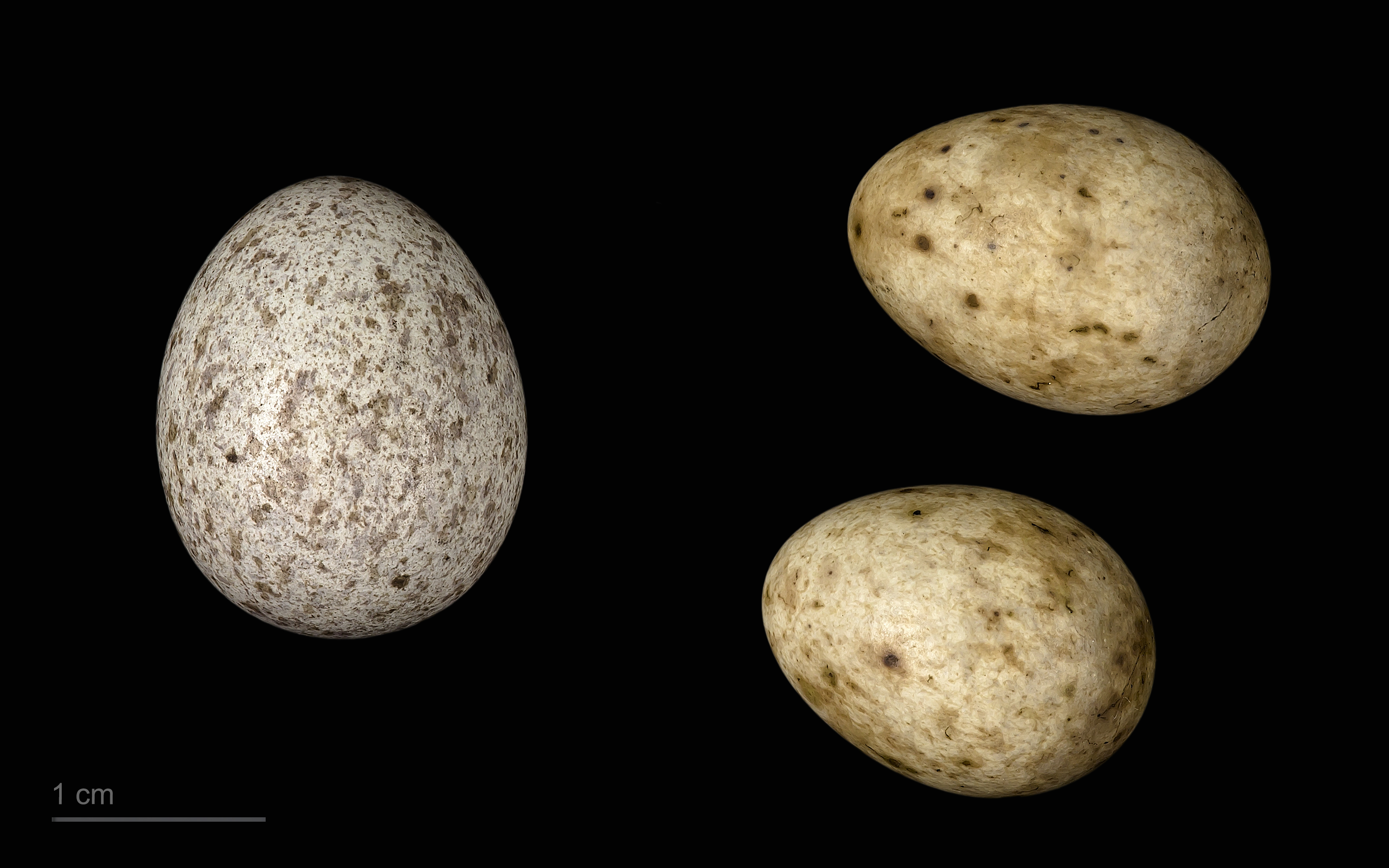
Cuculus canorus bangsi  em um nihno de Sylvia atricapilla - MHNT